# И грянул гром
«И гря́нул гро́м» (англ. A Sound of Thunder) — научно-фантастический рассказ американского писателя Рэя Брэдбери. Впервые опубликован 28 июня 1952 года в журнале Collier’s. Входил в авторские сборники «Золотые яблоки Солнца» (The Golden Apples of the Sun, 1953), «Р — значит ракета» (R is for Rocket, 1964) и др. На русском языке впервые опубликован в 1963 году в переводе Л. Жданова.

## Сюжетная линия
Действие рассказа происходит в недалеком будущем. Экельс, охотник-любитель, за большие деньги отправляется на сафари в мезозойскую эру вместе с ещё несколькими охотниками. Однако охота на динозавров обставлена жёсткими условиями: убить можно только то животное, которое должно и без этого вот-вот погибнуть (например, раненное сломавшимся деревом), а возвращаясь, необходимо уничтожить все следы своего пребывания (в том числе вытащить из тела животного пули), чтобы не внести изменения в будущее. Люди находятся на антигравитационной тропе, чтобы случайно не задеть даже травинку, поскольку это может внести непредсказуемые потрясения в историю. Руководитель сафари Тревис предупреждает:

Раздавите ногой мышь — это будет равносильно землетрясению, которое исказит облик всей земли, в корне изменит наши судьбы. Гибель одного пещерного человека — смерть миллиарда его потомков, задушенных во чреве. Может быть, Рим не появится на своих семи холмах. Европа навсегда останется глухим лесом, только в Азии расцветет пышная жизнь. Наступите на мышь — и вы сокрушите пирамиды. Наступите на мышь — и вы оставите на Вечности вмятину величиной с Великий Каньон. Не будет королевы Елизаветы, Вашингтон не перейдёт Делавер. Соединенные Штаты вообще не появятся. Так что будьте осторожны. Держитесь тропы. Никогда не сходите с неё!
Оригинальный текст (англ.)The stomp of your foot, on one mouse, could start an earthquake, the effects of which could shake our earth and destinies down through Time, to their very foundations. With the death of that one caveman, a billion others yet unborn are throttled in the womb. Perhaps Rome never rises on its seven hills. Perhaps Europe is forever a dark forest, and only Asia waxes healthy and teeming. Step on a mouse and you crush the Pyramids. Step on a mouse and you leave your print, like a Grand Canyon, across Eternity. Queen Elizabeth might never be born, Washington might not cross the Delaware, there might never be a United States at all. So be careful. Stay on the Path. Never step off!
— Брэдбери Р. «И грянул гром» в переводе Л. Жданова
Во время охоты Экельс, увидев тираннозавра, не решается продолжать охоту, а возвращаясь к машине времени, сходит с тропы. После возвращения в своё время охотники неожиданно обнаруживают, что их мир изменился: иная орфография языка, у власти вместо президента-либерала стоит диктатор. Причина этой катастрофы тут же выясняется: Экельс, сойдя с тропы, случайно раздавил бабочку (см. также эффект бабочки). Тревис поднимает ружьё. Последняя фраза повторяет название рассказа: «…И грянул гром».

## Экранизации
- Телесериал «Театр Рэя Брэдбери» (1985—1992; в одной из серий).
- По мотивам рассказа в 2005 году снят одноимённый фильм. Режиссёр — Питер Хайамс.

### Пародии
- Одна из частей («Время и наказание») 6-й серии 6-го сезона мультсериала «Симпсоны» (специальный выпуск «Treehouse of Horror V», посвящённый Хэллоуину, 1994 год) пародирует сюжет рассказа.